# Max Lucado

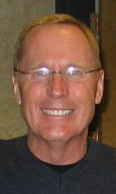
Max Lucado

Max Lucado, född den 11 januari 1955 i San Angelo, Texas, är en amerikansk författare och pastor. 
Han har skrivit runt 100 böcker som tillsammans sålt i över 100 miljoner exemplar. Flera av hans noveller och romaner har filmatiserats.

## Fotnoter
1. ↑  http://maxlucado.com/about/